# Edmond Duchesne
Pour les articles homonymes, voir Duchesne.
Edmond Duchesne, né le 23 décembre 1893 à Évreux et mort le 21 février 1966 à Honfleur, est un homme politique français. Il est maire de Honfleur de 1933 à 1944 et député du Calvados de 1958 à 1966.

## Biographie
Dirigeant d'une société d'importation de bois, il est élu maire de Honfleur le 1er octobre 1933 après une élection municipale partielle, succédant ainsi à Georges Bréhier. Il assume cette fonction durant toute l'Occupation et jusqu'en 1944. À la libération de la ville, le 23 août, il est destitué par le préfet et accusé par son ancien adjoint et successeur à la mairie, Albert Patin, d'avoir collaboré avec l'occupant nazi. Cependant, le Comité de libération du Calvados rejette ces accusations jugées « outrancières ».
Après guerre, il préside la chambre de commerce de Honfleur et siège comme juge au tribunal de commerce. En 1958, il se présente dans la troisième circonscription du Calvados en tant que candidat « républicain libéral » et est élu député le 30 novembre à l'issue d'une triangulaire. 
À l'Assemblée nationale, il siège au sein du groupe des indépendants et paysans d'action sociale puis dans celui des républicains indépendants et est membre de la commission des affaires étrangères. Largement réélu député le 25 novembre 1962, il entre au conseil municipal de Gonneville-sur-Honfleur lors du scrutin de mars 1965.
Il décède à Honfleur le 21 février 1966, avant la fin de son mandat parlementaire, et est remplacé par son suppléant André Plantain.

## Détail des fonctions et des mandats
Mandat parlementaire
- 9 décembre 1958 - 21 février 1966 : député de la troisième circonscription du Calvados

Mandats locaux
- 1er octobre 1933 - 23 août 1944 : maire de Honfleur
- mars 1965 - 21 février 1966 : conseiller municipal de Gonneville-sur-Honfleur

## Distinctions
- Chevalier de la Légion d'honneur
- Officier de l'ordre du Mérite commercial
- Chevalier de l'ordre du Mérite agricole
- Chevalier de l'ordre du Mérite social